# ミスター味っ子II
『ミスター味っ子II』（ミスターあじっこツー）は、寺沢大介による日本の漫画作品。『イブニング』（講談社）で連載。

## 概要
『イブニング』には同じ寺沢の『喰いタン』が先に連載されていたが、入れ替わりで本作が2003年12号（8月発売）で読み切り掲載され、18号（11月発売）からは『喰いタン』が一旦休載の上、連載が開始された。2004年1月前後からは『喰いタン』と併載（同時連載）または交互に掲載される事となったが、2006年秋にテレビドラマ化されて以降は、『喰いタン』が掲載される頻度が増えて本作の休載が多くなり、『喰いタン2』が放映される直前の2007年8号（4月発売）で第一部完結として連載休止となった。連載休止前後の2007年にコミック単行本（イブニングKC）5巻の発売が予定されていたが、何らかの事情で取り止めとなり、5巻は2年後の2009年8月に発売されている。
2009年7月発売の15号で『喰いタン』の完結を受け、『イブニング』2009年17号より新たなエピソード（第二部）の下で連載が再開されている。導入部は『喰いタン』のキャラクターが日之出食堂を訪ねに行く場面である。
寺沢の代表作である『ミスター味っ子』の続編であるが、アニメ版ミスター味っ子の続編という訳ではない為、アニメ版とは登場人物の境遇等異なる部分もある。毎回の料理勝負を少年漫画的に描いていた前作とは違い、料理を通じて成長する登場人物の内面描写が重視されている。単行本最終巻巻末には、最終回よりかなり後の登場人物たち（例えば陽太は結婚をして幼い子供が生まれている）のイメージイラストが描きおろしで掲載された。

## あらすじ

### 連載中断前
前作では幾多の料理勝負を繰り広げ、「天才少年料理人」「ミスター味っ子」と謳われた味吉陽一。その後結婚し一人息子・陽太が生まれていた陽一だが、置手紙1枚を残して失踪し日本国外への放浪の旅に出ていた。その陽一が7年ぶりに「日之出食堂」に戻ってくるところから物語は始まる。長い留守の間に様変わりした日本でもっとも大きな変化は、かつては料理人の「心」を大切にしていた「味皇料理会」が新味皇体制になって権力で料理人を支配するようになっていたことだった。
父の留守の間に独学で少年料理人としての修行をしていた陽太は新たなる「ミスター味っ子」としての資質を見せており、息子の成長を邪魔しないために陽一は再び日本国外への放浪に出る。そして日本国外で出会った少年料理人たちを弟子として育て始めるのであった。
物語は日本国内の陽太と日本国外の陽一の両者を平行して描き、進行していく。

### 連載再開後
「喰いタン」こと高野聖也が海外出立前に食い尽くそうと訪れるも、日之出食堂は更地になっていた。更に、陽太は一人でテント暮らしを……。それは味皇料理会のフランス料理部主任下仲基之の一人娘であるアンヌ下仲による過激な調理器具実験の失敗が原因であった。日之出食堂が再建されるまでの間、スワローフーズというファミリーレストランチェーンでアルバイトをすることになった陽太だが、日本の食産業が抱える「客からの過剰なコスト低減要求とそのしわ寄せを受ける生産農家」という問題を実感することになる。
日之出食堂が元通りとなり、落ち着いた味吉家だが、今度は味皇料理会が2人コンビ参加の料理勝負トーナメント味皇グランプリを開催することに。参加者向け説明会の壇上で優勝者を料理会の主任として迎えると言う村田源三（前味皇の実弟）に対し、陽一は「主任じゃなくて味皇にしろ」と要求、現味皇である葛葉保名は「自分に勝てるのなら」とその条件を承諾。かくして、味皇グランプリは現味皇への挑戦権を巡る争いとなった。
前味皇の料理会を取り戻すべく集結する陽一の仲間たちとかつての料理会主任たち、そしてそれぞれの思惑を秘めて参加する多くの料理人。陽太もアンヌとペアでグランプリに参加することになる。

## 用語

### 味皇料理会
3クラウン
味皇料理会が選定する三ツ星レストラン。この料理店のシェフは、味皇料理会の主任級クラスの腕前でもある。
味皇料理会少年部
未来の味皇料理人を目指す中学生以上の少年・少女を対象とした料理教室。その教えは実践的で厳しいものである。
味皇料理会高等部
通称「味皇高校」。料理について講義をしていた少年部とは異なり、実際に店を経営させることで料理人としての力をテストしている。昼間は通常の高校と同様の授業を行っているが、店の仕込みのために早退をする生徒が大変多い。
ガレリア
味皇料理会高等部の生徒が運営する、実施研修型の飲食店モール。朝仕入れてきた材料を冷蔵庫などに入れておき、昼間は高校の授業を受け、終わる頃に材料ごと大移動を始める。出店時には高等部が無制限にお金を貸してくれるが、高校を卒業するまでの3年間に支払いを終えなければ利子がついて借金になる。

### 連載再開後
スワローフーズ
様々なコストカットによってハンバーグを390円で提供し、急成長中のファミリーレストランチェーン。オーナーは味皇料理会を毛嫌いしている。